# Chaoyang (häradshuvudort i Kina, Heilongjiang Sheng, lat 48,89, long 130,40)
Chaoyang (kinesiska: 朝阳, 嘉荫县) är en häradshuvudort i Kina. Den ligger i provinsen Heilongjiang, i den nordöstra delen av landet, omkring 450 kilometer nordost om provinshuvudstaden Harbin. Antalet invånare är 68 579. Befolkningen består av 33 618 kvinnor och 34 961 män. Barn under 15 år utgör 13,0 %, vuxna 15-64 år 77 %, och äldre över 65 år 8,0 %.
Runt Chaoyang är det glesbefolkat, med 14 invånare per kvadratkilometer. Det finns inga andra samhällen i närheten. I omgivningarna runt Chaoyang växer i huvudsak blandskog.
Genomsnittlig årsnederbörd är 999 millimeter. Den regnigaste månaden är juli, med i genomsnitt 245 mm nederbörd, och den torraste är januari, med 9 mm nederbörd.